# Sant Josep del Vernet
Sant Josep del Vernet és la capella de la Clínica de Sant Josep del barri del Vernet, de Perpinyà, a la comarca del Rosselló, de la Catalunya del Nord. És al sector sud-est del centre de Perpinyà, al número 289 de l'avinguda del Mariscal Joffre.